# 约瑟普·约维奇
约瑟普·约维奇（1969年11月21日—1991年3月31日）是在普利特维采湖群冲突中丧生的克罗地亚警察，被公认为是克罗地亚独立战争中的首位遇难者。

## 生平

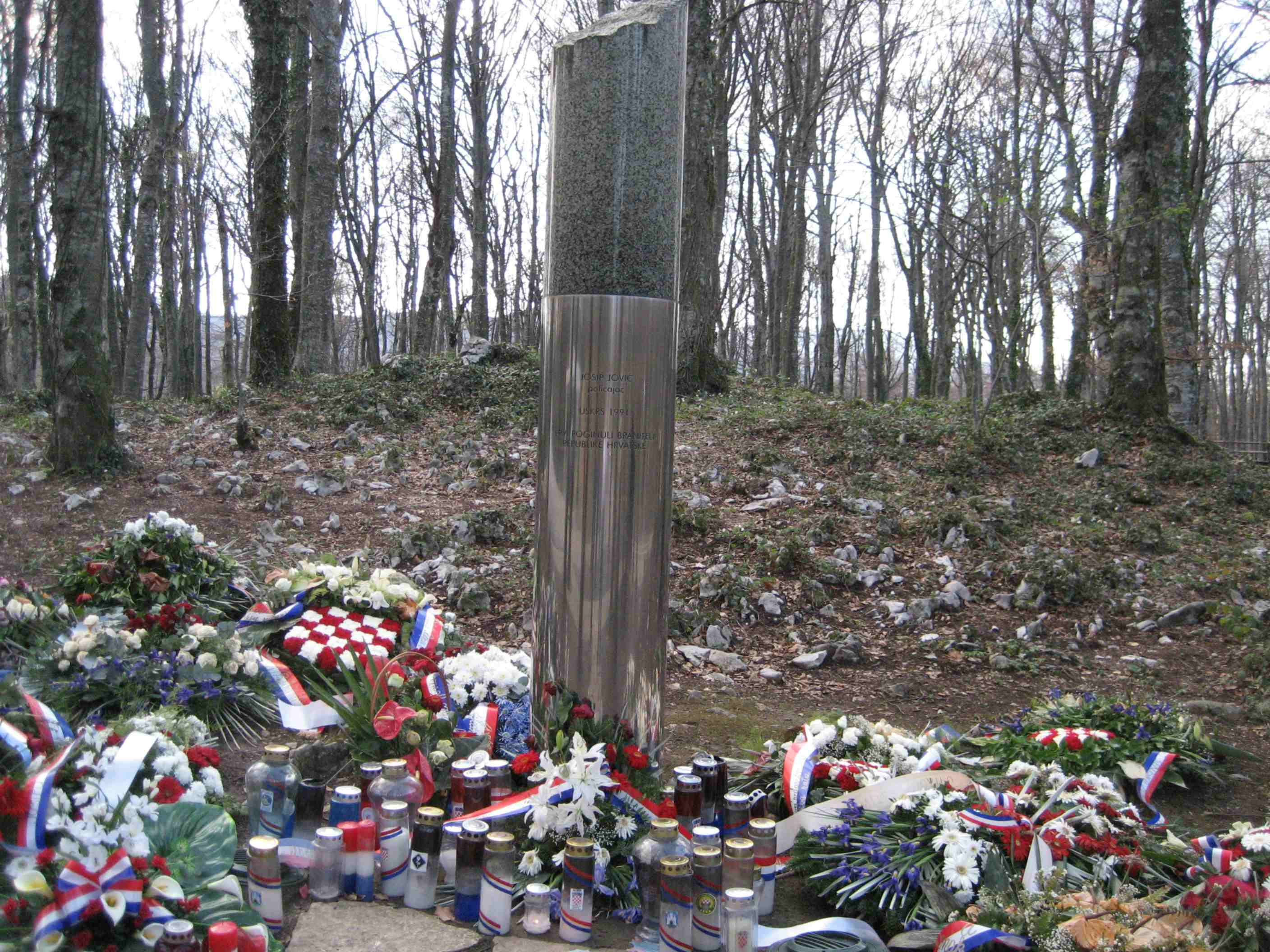
许多民众在克罗地亚独立战争中首位阵亡警察约瑟普·约维奇死亡地点献花

约维奇于1969年11月21日出生在靠近伊莫茨基的阿尔贾诺村，父母分别是菲利普·约维奇和玛丽亚·约维奇。他出生在一个贫困家庭中，除了他之外还有一个兄弟托米斯拉夫和三个姊妹弗兰卡、米尔娜和安妮塔。1990年8月5日，约维奇加入克罗地亚内政部特别任务部队，驻扎在萨格勒布。
1991年3月29日，米兰·马尔蒂奇领导下的塞爾維亞克拉伊納共和國警察驱逐了普利特维采湖群国家公园的管理人员，这一行动得到了由沃伊斯拉夫·舍舍利指挥、来自塞尔维亚本土的准军事志愿者支持。3月31日复活节星期日，克罗地亚警察进入国家公园，试图驱逐塞族武装分子。当天一辆载有克罗地亚警察的巴士在科雷尼察以北的公路上遭到塞族准军事部队伏击，引发了一整天的交火。约维奇在邮局大楼附近中弹，子弹穿透了他的防弹衣。他的同事姆拉登·帕夫科维奇事后回忆了约维奇被抬上救护车前的最后时刻，当南斯拉夫人民军的一架直升机降落准备将其转送医院时，约维奇已经牺牲，他随后被以军礼安葬在阿尔贾诺公墓。

## 荣誉
约维奇被追授少校军衔，获颁佩塔尔·兹林斯基与弗兰·克尔斯托·弗兰科潘勋章、祖国战争纪念奖章、第1卫队旅纪念徽章，以及“克罗地亚独立战争中首位牺牲的内政部警员纪念奖章”。2011年9月29日，克罗地亚总理亚德兰卡·科索尔为纪念约维奇，主持揭幕了“约西普·约维奇警察学院”。